# Wagneria dilatata
Wagneria dilatata là một loài ruồi trong họ Tachinidae.